# Francesc Cabré Masdeu
Francesc Cabré Masdeu (La Selva del Camp 28 de gener de 1928 - ) és un industrial català.
Fill de Francesc Cabré Cogul, propietari, i de Jerònima Masdeu Segarra, tots dos de la Selva del Camp, va cursar els primers estudis a Reus. L'any 1950 va acabar els estudis d'enginyer industrial en l'especialitat de tèxtil, i el 1966 es va doctorar en aquesta especialitat. Va seguir a més diversos cursos de formació empresarial. A l'Escola del Treball de Reus va donar classes de tecnologia tèxtil i en va ser el cap dels tallers. Durant la restauració i la celebració dels aplecs de caràcter catalanista que van tenir lloc entre els anys 1961 i 1964 a Santa Maria de Paretdelgada era president de la junta de l'ermita.
L'any 1957, Francesc Cabré Cogul va comprar totes les accions i les patents de «La Industrial Algodonera», una companyia reusenca que elaborava diversos productes amb cotó i que havia creat al segle xix Pau Jové i que després van comprar Evarist Fàbregas i Eduard Recasens. La família Cabré tenia des de finals del segle xix a la Selva del Camp, una fàbrica de mitjons i gèneres de punt, i es va consolidar adquirint diverses fàbriques reusenques, un centre tèxtil important, i també barcelonines, incorporant al seu catàleg els productes propis de les empreses absorbides. Francesc Cabré Masdeu va dirigir l'empresa «Francesc Cabré Cogul», «La Industrial Algodonera» i va ser gerent i un dels principals accionistes dels Laboratoris Ordesa S.A.
L'any 1968 Francesc Cabré Masdeu va ser elegit president de la Cambra de Comerç de Reus, i reelegit el 1986. Va mantenir el càrrec fins al juny de l'any 2006. Va ser regidor i tinent d'alcalde a l'Ajuntament de Reus, i diputat provincial durant el franquisme, vocal de la Junta del Port de Tarragona, i vocal del Consell Social de la Universitat de Barcelona. També va ser president de la Mútua patronal Reddis, del patronat de la Llotja de Reus i del comitè executiu de la Fira de Reus.
L'any 2016 va coordinar la publicació del llibre La Fàbrica dels Cabré a la Selva: més de 100 anys d'història, del que n'està redactant un segon volum.